# Rio Budieru
O Rio Budieru é um rio da Romênia afluente do Rio Canalul Morilor, localizado no distrito de Arad.